# Ősmagyar vallás
Az ősmagyar vallás a kereszténység felvétele előtti magyar hitvilágot jelenti, mindazokat a mitológiai képzeteket, lényeket, és a világ keletkezésére, felépítésére és működésére vonatkozó elgondolásokat, melyek egy többnyire egységes mitológiát alkottak. A vallásukról tömören annyit mondhatunk, hogy az ősmagyarok túlnyomórészt pogányok voltak, azaz vallásuk nem az egyistenhit alapján állt, nem imádtak feltétlenül egy transzcendens lényt, viszont ugyanúgy volt erkölcsi, lelki-tudati és szellemi tanításrendszerük és életcélokat kijelölő eszmerendszerük, mint napjaink világvallásainak.
Kutatók szerint az ősmagyar nép a magával hozott természetmágián túl kapcsolatba került az ősiráni vallásokkal, a zoroasztrizmussal és annak ágával, a zurvánizmussal, a Mithrász-kultusszal, a manicheizmussal, továbbá a védikus hagyománnyal és a kereszténység elemeivel.
A kereszténység előtti magyar ősvallás valószínűleg egy, a sámánizmus és a tengrizmus néven ismert hiedelemrendszerek sajátosan magyar elemekkel kiegészült változata. A „magyar ősvallás” pontos mibenlétével, elemeivel kapcsolatban azonban a tudományos életen belül, és azon kívül is különféle elméletek léteznek, így jelenleg nincs egységes kánonja a magyar ősvallásnak és a magyar mitológiának. (Ehhez az is hozzátartozik, hogy egyes alakok, történetek a különböző időben és helyen történt gyűjtésekben eltérhetnek vagy akár ellent is mondhatnak egymásnak.)
Az ősmagyarok nem készítettek írásos feljegyzéseket, így csak más népek feljegyzéseire, régészeti leletekre, illetve későbbi beszámolókra és a folklórra támaszkodhatunk. A felsőbbrendűség elvéből kiinduló kereszténység is gondoskodott arról, hogy az egykori pogány hit tanai, illetve szellemi és tárgyi emlékei megsemmisüljenek.
A mai tekintélyes tudósok egy része szerint a magyar ősvallásról gyakorlatilag nem rendelkezünk megbízható ismeretekkel, a jelenleg élő képe jóindulatú néprajzkutatók, régészek és amatőrök, áltudósok összjátékával létrejött, prekoncepciókon alapuló konstrukció.

## Történelem
A történelem folyamán a magyar nép „magába olvasztotta” az avar, hun, kun, besenyő, jász, székely, továbbá a germán, szlovák, rutén, szerb, horvát, román, zsidó, bolgár, cigány és sok más betelepülő népeket, néptöredékeket is. A magyar nyelv „önálló életre” kelt, mert az egységes nyelv alkotja a nemzetet, ugyanakkor a mai nemzet legnagyobb részében az előbb felsorolt népek utódaiból tevődik össze. A nyelv megmenekült az eltűnéstől, ugyanakkor az embertanilag magyarnak nevezett eredeti népcsoport szinte kihalt, de legalábbis majdnem az eltűnés szélére került.
A hunok közül sokan keresztények lettek, keleten is. Többségük a nesztoriánus kereszténységhez tartozott, míg Pannóniában inkább az arianizmus volt jellemző. A magyarságba beolvadt avarok is bizonyítottan keresztények voltak.
Az ősmagyarok egy csoportja már a honfoglalás előtt, a Fekete-tenger-menti térségben megkeresztelkedett, ami keleti rítus szerint történhetett.
A szlávok két nagy hittérítője, Cirill és Metód találkozott az etelközi magyarokkal. A korabeli leírás így mondja el:
„Midőn pedig megérkezett (ti. Metód) a Duna tájékára, egy ugor (magyar) „király” látni akarta őt. És bár egyesek azt mondták, hogy nem fog tőle baj nélkül megszabadulni, ő mégis elment hozzá. A király pedig, mint főpapot illik, tisztelettel, ünnepélyesen és örömmel fogadta. És beszélgetvén vele, ahogy ilyen méltóságú emberekkel illik beszélgetni, megölelte és megcsókolta őt és megajándékozván nagy ajándékokkal, ezekkel a szavakkal bocsátotta el: Emlékezzél meg mindig rólam tisztelendő atyám szent imáidban.” 
A 9. században a Fekete- és Kaszpi-tenger közötti terület nagy részét uraló Kazár Birodalom elitje zsidó hitre tért (fennhatóságuk alá tartoztak a magyarok is), de Közép- és Kelet-Európában ekkor a kereszténység részéről is intenzív térítés folyt, ennek ellenére a magyarság túlnyomó része még a 9. század végén is pogány volt.
A kalandozó magyarság idejéből van egy történeti adatunk, amely a pogány magyart a 11. sz.-i, kereszténység elleni lázadóknál valamivel közönyösebbeknek mutatja. A 926-os Sankt Gallen-i kaland alkalmával bennjártak az ottani kolostorban, abban mindent felkutattak, Szt. Gallus oltárához azonban hozzá se nyúltak, s a templomban őket csendre intő, féleszű Heribald nevű barátot figyelmeztetéseiért egypárszor nyakon teremtették, különben azonban nevettek a bolondságán. Két bajtársuk beleveszett abba a vakmerő vállalkozásukba, hogy le akarta szedni a templom tetejéről az aranyozott kakast. Az egyik a kakas piszkálgatása közben zuhant le, a másik a toronyból le akart csúnyítani, de nagyon kihajolt, kibukott és agyonütötte magát. Holttestüket a templom kapujában égették el. Olyan máglyát raktak, hogy lángjai a templom boltozatáig felcsaptak, de a templomban kárt nem tettek. Néhány kóborló ráakadt Viborada apáca hajlékára, melybe az befalaztatta magát s mindössze egy kis nyíláson érintkezett a külvilággal. Felülről behatoltak a házikóba, s a benne imádkozva talált Viboradát agyba-főbe verték, úgy hogy az másnapra meg is halt. Heribald azonban holta napjáig megemlegette a magyarokat, akik bántották ugyan, de bort is adtak neki, s jól is lakatták.
948-ban Bulcsú és Termecsü (Árpád dédunokája) Konstantinápolyba mentek, és ott megkeresztelkedtek. (Bulcsú – görög források szerint – később visszaesett a pogányságba.) Az erdélyi gyula is felvette a keresztséget Bizáncban, és magával hozta Hierotheoszt, hogy népét a keresztény hitre térítse.
A fejedelmek idején, Taksony és Géza korában erős geopolitikai nyomás nehezedett a magyarságra, hogy hagyjanak fel az ősvallásukkal és a kényszer hatására Géza felvette a kereszténységet, pontosabban, keresztény szertartásokat vegyített az ősvallás közé. Amikor Ditmár, a Magdeburgból származó püspök ezért a szinkretizmusért megrótta, azt mondta, hogy elég nagy úr ahhoz, hogy két istennek áldozzon. 
Géza felszólította az ország elöljáróit, hogy kövessék példáját és vegyék fel családjaikkal együtt a keresztény hitet.
Ekkor már érkeztek keresztény térítő papok. A pogányok nem üldözték őket, sem a kereszténységre térőket, ebben az időben még nagyfokú vallásszabadság volt, ami Piligrim püspök 974-es, pápához írt leveléből is kiderül:
„Mert maguk a magyarok, ámbár még a pogányság bilincsében vannak, a mindenható Isten kegyelmének munkája állal, senkinek alattvalóik közül nem tiltják a megkeresztelkedést, sem a papokat nem gátolják, hogy bárhová menjenek. Hanem olyan egyetértők a pogányok a keresztényekkel és olyan barátságosan vannak egymással, hogy itt beteljesedni látszik Ézsaiás jövendölése: a farkas és bárány együtt legel, az oroszlán szénát eszik, mint az ökör.” 
A levélben említés esik arról is, hogy az országban megindult a templomépítés is.
A népnek a kereszténységre térítése azonban csak súlyos harcok árán ment csak végbe. 
Géza fia, I. István legitimálta magát, mint keresztény, Isten kegyelméből uralkodó királyt. Nyugati papokat hozatott az országba, kötelező vallássá tette és erőszakkal terjesztette a kereszténységet. A lakosság nagy része csak a kényszernek engedve hajtotta a fejét a keresztvíz alá:
„a pogány nép vonakodott a nyakát a keresztény hit igájába hajtani, s azon mesterkedett, hogy főembereivel együtt kivonja magát uralma alól.” 
A király az egyház zászlaja alatt és erős német segítséggel legyőzte Koppányt, Somogy urát, (ezt a küzdelmet később a németek és magyarok harcának is nevezték) majd Prokuj gyulát, Erdély urát, s ezzel a régi vallást erősen visszaszorította. Később a katolikus egyház egyházszervezői tevékenysége miatt szentté avatta.
István utódja, Péter azonban nem kellett a népnek és a pogányság visszaállítása érdekében a megvakított Vazul fiait, Leventét, Andrást és Bélát hívták vissza a trónra. Ez volt az ún. első pogánylázadás ideje. Levente, mint koronázatlan fejedelem, a pogányok vezetőjével, Vatával tíz hónapig irányította az országot, utána tisztázatlan okok miatt átkerült a hatalom Andráshoz (Endréhez).
András a megkoronázása után újra betiltotta a pogányságot. A Képes krónika alapján: „megparancsolta tehát az egész nemzetének fejvesztés terhe mellett, hogy hagyják el a pogány szokást, amit előbb engedélyezett nekik, térjenek vissza Krisztus igaz hitére, és mindenben ama törvény szerint éljenek, amelyre Szt. István király oktatta őket”. Béla ezután legyőzte a németekre támaszkodó Andrást, és 1060-ban elfoglalta a trónt.
Amikor Béla megkoronáztatta magát, gyűlésre hívta össze a népek véneit. Elrendelte, hogy minden falu két-két véne jelenjen meg. Azok számosan el is jöttek, majd elöljárókat választottak és követelték a királytól, hogy őseik példáját követve „pogány” módon élhessenek, továbbá hogy a püspököket, papokat és dézsmaszedőket elkergethessék, hogy a keresztény templomokat és a harangokat széttörjék.
Ismét a Képes Krónikát idézve: Harmadnapon pedig, mikor a választ várták, a király parancsára fegyveres katonák rontottak rájuk, néhányukat megölték, vezetőiket az emelvényről letaszítva eltiporták, a többieket megkötözték és keményen megkorbácsolták, és egy részüket megölve, másokat megkötözve és megkorbácsolva nagy nehezen lecsillapították a lázadást a katonák…

Miután Szent István király Krisztus hitére térítette Hungariát, az még kétszer tért vissza a pogánysághoz. Először Endre király idejében, másodszor Béla király idején, amint most megírtuk.
Ez volt a pogány nép utolsó egységes fellépése az országban, amikor a régi hitre való visszatérést követelték. A felkelésben részt vett Vata fia, Javas is, aki – apja szokását követve sok varázslót, javast és jóst gyűjtött maga köré.
I. Béla új pénzérméket veretett, melyeken egyik oldalon egy kereszt, a másik oldalon a király neve volt látható. Megkoronázása után, alig három év múlva a királyra rászakadt a trón nehéz faépítménye, súlyosan megsebesült, és „félholtan vitték a Kanizsva patakjához; ott távozott el a világból.” Sokan a pogány máguspapok átkai beteljesülésének tartották a szokatlan esetet.
A kereszténnyé lett magyar királyok később törvényekben tiltották meg a régi hit gyakorlását. Kálmán király dekrétuma szerint törvényt sértenek azok, „akik pogány szokás szerint kutak mellett áldoznak, vagy fákhoz, forrásokhoz és kövekhez ajándékokat visznek.”
A magyar kereszténység első három évszázadát végigkísérték az ún. „mágus-perek”. Ekkor még sokan, ispánok, püspökök is igénybe vették a gyógyító „mágusok” tudományát. Köztük Árpád-házi Szt. Margit is. A „mágus-pörök” iratából tudjuk, hogy pártfogásába vett gyógyító sámánokat vagy táltosokat.
A táltosok és a vallás egykori specialistái ugyan rejtezésbe vonultak vissza, de titkos szervezetük még évszázadokig behálózta a magyar birodalmat. Az összekötő szálak az egyes csoportok között csak a török hódoltság idején szakadtak szét. Elsorvadhatott sok sejt azért is, mert életét vesztette a „mester”, vagy az, akinek átadhatta volna a tudományt.

## A világ szerkezete
A magyar mitológia világfelépítésében a samanisztikus háromszintű modellt követi:
- a felső világban van a jó szellemek világa
- az ún. középső világ az általunk ismert fizikai valóság, ebben a világban él az ember és a földi élőlények és rajtuk kívül a Földön élő természetfeletti lények
- az alsó világ a rossz szellemek (démonok) világa.

Más archaikus világfelépítésekhez hasonlóan a magyar mitológiában is egy mitológiai vagy szent közép az, amihez a világszerkezet viszonyul. Ezt általában a világfa, életfa, égig érő fa, vagy más néven tetejetlen fa szimbóluma jeleníti meg. Lombja a felső világban van, tetején pedig a turul madár él. Az ismert világ a törzse körül helyezkedik el, az alvilág pedig a gyökerei körül fekszik. Egyes történetekben a fa gyümölcse az aranyalma.
A háromszintű világban a mindennapi ember a középső világban él, azonban szükség van arra, hogy a fizikai világon túl létezőkkel, a nálunk hatalmasabb lényekkel, a szentséggel megmaradhasson a kapcsolat.[forrás?] A világ szintjei között az erre (isteni tulajdonságai, testi elváltozásai, képességei alapján és a szentség vagy származás által) kijelölt személy, a sámán vagy táltos biztosítja a kapcsolatot.

## A kapcsolattartó változatai
A természetfeletti képességű emberek között találjuk a táltost és a sámánt, akik egyes értelmezésekben ugyanazt fedik, máshol a táltos a sámánhoz hasonló, de tőle sok tekintetben különböző személy. 
A táltos és a sámán kiválasztott, általánosságban a szentség elrendelése nyomán. Természetfeletti ismertetőjegyei általában már születésekor megnyilvánulnak: például „több csonttal” születik (fogakkal vagy tíznél több ujjal). De a táltos születhet csillaggal a vállában, valamint aranyfoga és aranyhaja is lehetett (lásd gömöri népmesék).
A sámánnak és a táltosnak tulajdonított képességek:
- A jövendölés képessége
- Az időjárás szabályozása, jégesőt vagy vihart okozni vagy eloszlatni azt (→ mágia, boszorkányság). A táltosok viaskodhattak kerekek, vörös és kék lángok, szürke és pej csődörök, füstös és szőke bikák képében, melynek célja az időjárás jóra vagy rosszra fordítása volt.
- A gyógyítás. A táltosok jól ismerték a gyógynövényeket (akárcsak a boszorkányok), és jól tudták kezelni a gyakori sérüléseket, csonttöréseket is. Régészeti leletek alapján a sérült harcosok koponyáját is sikeresen gyógyították (trepanáció).[22][23]
- Közvetítés az emberek és istenek világa között
- Némely esetekben a világ uralásáért is harcba szállnak a Fél-világok bajnokai (lásd Szőlő-Szült-Kálmány és Világ-Griffmadár-Vitéz harca).

## Jellemző hitvilág és gyakorlatok
Az ősvallásban nem léteztek egyéni és társadalmi életet szabályozó, kinyilatkoztatott isteni parancsolatok. Egyetlen parancs volt: az egyéni, vallási, és társadalmi harmónia megvalósításának törvénye. A vallás olyan transzcendens világszemléletet tükrözött, amelynek az alaptörvénye a harmónia létrehozása volt Tengri (az Isten), az istenek, a szellemek, az ősök, továbbá a földi élőlények, az emberek, a növények, az állatok, azaz a felső, középső és alsó világok között. Ennek a harmóniakeresésnek a kifejezője egyrészt a három világot összekötő égig érő fa, másrészt az az ember, aki révülettel volt képes kapcsolatot teremteni az égi, a földi és a földalatti világ között.
Az ősi hit szerint az Ég és Föld nászából keletkezett a földi élet. Tengri, az Ég Ura megtermékenyítette a Földanyát, majd kezdetét vette az élet a Földön. Az isten-pár az, aki igazgatja a világot, egységben, egyensúlyban. E harmónia, egyensúly megtörésére törekszik ellenségük, a rontó szellem. Ő és rossz ördögei sugallják a kórokat (betegségeket).
A láthatatlan, jó és rossz szellemek nagy szerepet játszottak a vallásban. A természeti erők, illetve a jelentkezései is gyakran a szellemekkel álltak kapcsolatban.
Az ősi világkép nem ismerte a megváltást, nem foglalkozott a kérdéssel és elvetette. Minden bizonnyal a pogány papok nem is értették vagy nem akarták megérteni, hogy miért kell a természet emelte test templomát kőtemplomokra, és a létről szóló tudást a közvetítő útján megnyilatkozó megváltóba vetett hitre felcserélni. Kollektív megváltást és felelősséget sem ismertek. Ki-ki maga felelt vétkeiért, kihágásaiért.

### Más vallások befolyása
A magyar nép keletről magával hozta a samanisztikus jellegű tengrizmust, de őstörténete szorosan összekapcsolódott a kereszténység terjedésével, az ősvallás pedig a kereszténység előtti ősiráni vallásokkal, elsősorban a zoroasztrizmussal, majd a manicheizmussal és a Mithrász-kultusszal. Több ősi, többek között a zoroasztrizmusban is meglévő szimbólum került át a kereszténységbe, például a 7-es szám központi jelentősége. Feltehetően Zoroaszter-hitű eleink voltak iráni népcsoportok gyűjtőnév alatt a jazigok, szarmaták, alánok és jászok, akik több hullámban és különböző időpontokban érkeztek hazánk területére. A méd mágusok szellemisége és hagyománya köszön vissza a magyar papok ősvallásában, a természeti elemeket tisztelő, fehér lovat áldozó, mágikus, ráolvasásos technikájában.
Avar kori és honfoglalás kori archeológiai leletek egyértelműen bizonyítják, hogy a magyarok évszázadokon keresztül a kulturálisan gazdag közép-ázsiai, illetve Kaukázus-menti népek társaságában élt, onnan hozta hitét és tárgyi kultúráját. 
Az ősmagyarok vallásai között egészen bizonyosan megtalálható volt a keleti hagyományokon túl több kora keresztény gnosztikus irányzat hatása, a manicheizmus,  továbbá az arianizmus, valamint ezek bölcsője, a zoroasztrizmus és az abból kinövő, a Kárpát-medencében is elterjedt és ott sajátos formában működő Mithrász-kultusz, hogy csak a legjelentősebbeket említsük.

### Tűztisztelet
Keleti források, pl. Ibn Ruszta perzsa író szerint (930) az ősmagyarok tűzimádók voltak. (Elképzelhető viszont, hogy itt is inkább csak tűztiszteletről van szó, akárcsak a zoroasztriánusoknál (→ tűztemplom). Számos forrás tudósít a tűz-tisztelet meglétéről, különösen az Árpád-háziak alatt.
A tűz-tisztelet, a tűz-kultusz (a csillagtisztelettel együtt) a magyar kereszténységben, a népi liturgiában még a 20. században is nyomon követhető volt. Minden újholdat követő vasárnap tűzgyújtással kezdődött a szentmise.
Cornides Dániel 1791-ben kiadott Értekezés a régi magyarok vallásáról azt írja, hogy az ősvallás a perzsa vallási körbe kapcsolódott.

### Animizmus
A szabad ég alatt, kutaknál, ligetekben, forrásoknál, hegyek ormain áldoztak, illetve a szent fákhoz, forrásokhoz, kövekhez ajándékokat vittek, mert hitük szerint a szellemek kedvelték e helyeket.
Az animizmusból fakadtak a halotti szertartások, a halottkultusz is. Hittek benne, az ember is képes olyan tárgyak létrehozására, amelybe aztán szellem költözhet, azaz lelke lehet (pl. vőfélybot, kard stb.).

### Áldozat
Az Ég urának a legértékesebb állatot áldozták fel számos vallásban egyaránt. A magyaroknál ez az állat a fehér ló volt; amely az obi-ugor nyelvű népeknél még a 19. században is értékes áldozati állatnak számított. A magyar áld szó alapszava feltehetőleg finnugor örökség.
A fehér mén (ló) áldozat, ami már a védikus vallásban  és az ősi perzsa vallásban is megtalálható volt, a szkítáknál is teljesen általánossá lett, a magyaroknál egészen Nagy Lajos királyig megmaradt.
Az a felfogás, melyet a régi magyarok a fehér színhez fűztek, a lónak különös jelentőséget kölcsönzött. Akit kiváló ajándékkal akartak kitüntetni, annak fehér lovat adtak, s az isteneknek bemutatott nagy áldozatok alkalmával, melyekről Anonymus oly sokszor beszél, szintén fehér lovat öltek le. A honfoglalás kori mondák mindegyik gyűjteményében, úgy Anonymusnál, mint a Márk-féle krónikában megtaláljuk azt a mondát is, hogy a magyarok fehér lóért szerezték meg az országot.
(A magyarok minden valószínűség szerint mén-nek nevezték a lovat, ebből maradt a ménes szavunk.)
Az áldozat napján gyakran kora hajnalban egybegyűltek a fehér kövekből összerakott oltár köré, midőn legelöl a táltos vagy táltosok reszkető éneke hangzott végig a néma vidéken. Mikor az első napsugár kilövellt a hegyek mögül, az általános üdvkiáltás mellett temérdek kard villant meg az ős-isten tiszteletére. Majd egy hófehér lovat vezettek elő, melynek hátán még nem ült ember, s az áldozó pap megfogta egy kezével a szép állat sörényét, másik
kezével pedig szügyébe döfte tőrét. Ezután az állat nemesebb részei az oltár tüzére kerültek, a hitványabbakat pedig (mint az epe és a belek) elásták a föld alatt lakó rossz szellemek számára.
Hegyek, halmok, ligetek, erdők, berkek, kövek, sziklák, vizek, kutak, források szerepelnek a helyneveinkben, mint egykori maradványai a régi kultuszhelyeknek. Különösen földrajzi- és helységnevekben találunk utalást az egykori pogánykorra: Áldomás-tető, Áldozókő, Bálványkő, Bálványos, Bálványos-hegy, Hegykő (Így-kő), Oltár-kő, Tűzhalom és hasonlók mutatnak az ősi kultusz nyomaira. Krónikáink megörökítették, hogy mely hegyeken tartottak a honfoglaló magyarok áldomást, vagyis áldoztak az istenségeknek vagy szellemeknek: a pannonhalmi-dombokon, továbbá a sátorhalmi-, a tarcal-hegyi és az ungvári-dombokon történt áldozatokról tudunk.
A vizek melletti áldozások emlékét őrzik a következő helységnevek: Áldó-kút, Szentkút, mely utóbbiból több is van. A gyógyvizek mellé, ha a gyógyulás bekövetkezett, az egyének hálaáldozatot mutattak be felaggatott ruhadarabok, hajfürtök stb. alakjában a víz gyógyító szellemének.

### Boldogasszony / Mária
Mindenekelőtt a mai napig fennmaradt istenanya-hit, a Boldogasszony-tisztelet volt és maradt a magyaroknál az egyik legjelentősebb.
A Kárpát-medence területén - főleg a Dunántúlon - évezredek óta élő őslakosság a régészeti emlékek szerint anyaistenhívő volt. Ennek a női termékenységszobrai anyaistenszobrokká, majd Mária-képekké alakultak, és érdekes módon leggyakrabban azokon a helyeken kerültek elő, amelyek a mai napig is jelentős Mária-kegyhelyek, pl. Andocs.
(A kereszténység terjedésével párhuzamosan a korábbi pogány kultuszokat és szokásokat Európa-szerte fenntartották és azoknak keresztény értelmet adtak.)

### Őskultusz, halottak
A vallás fontos eleme volt a halottkultusz és az ehhez szorosan kapcsolódó őskultusz, az ősök nagy hatalmú szellemeibe vetett hit, amire a régészeti emlékek és a díszítőművészet a legfőbb bizonyíték.
Az ősök tisztelete igen fontos szerepet játszott a nomád sztyeppei népek vallásában, így a magyarok között is. Nagy tisztelettel és figyelemmel tartották számon a felmenő őseiket. Az égig érő fa világában a halál után az ősök szellemei az őket megérdemlő helyre jutottak, magasabb vagy alacsonyabb szintre, amelyet Tengri, az Ég ura határozott meg, az elhunytak földi érdemeinek megítélése után.
Hitték, hogy ki mennyi ellenséget valaki levágott a csatában, annyi szolgára számíthat a túlvilágon. Továbbá, hogy ha a halott szelleme a túlvilágon nem érzi jól magát, visszatér és bajt hoz az itt maradottakra – míg meg nem születik egy új létben. Ezért gyakori áldozatokkal emlékeztek meg róluk.

### Lélekvándorlás
Az egyistenhívő vallások előtt minden vallás, minden pogány tradíció a keleti vallásokig bezárólag a születések körfogását tanítja. Aligha hihetjük, hogy a magyaroknál ez másképp lett volna, annál is inkább, hogy Dienes István régész Karoson végzett ásatások során feltárt sírokban a főmágus sírdombját gyermeksírok vették körbe, s ez az újjászületések képzetének meglétére utal. A magyar hagyomány számos olyan elemet őriz, amelyek alapján biztosra vehetjük. hogy a kerek világ, azaz a ciklikus világ képzete mögött ugyanaz a világkép állhatott, amit a keleti vallások szanszárának neveznek. A kerek dombon végzett szertartások, az évkör során mindig visszatérő ünnepek éppen úgy ennek kifejeződései lehettek, mint az, hogy a hun fejedelmek és előkelőségek temetése alkalmával a harcosok a sír körül lovagolva kántálták az elhunyt érdemeit, valamint az, hogy az elhunyttal együtt eltemették lovát és használati tárgyait, ételt és italt tettek mellé, vagy vele elégették, hogy ne szenvedjen hiányt a túlvilági útja során. Semmi okunk kételkedni, hogy a magyar ősvallásban is az újraszületés és bizonyos feltételek mellett az újjászületés tanítása élt, amelyet a Lehel kürtje monda is megerősít.  Meséinkben se szeri, se száma azoknak az elemeknek, amelyek arra utalnak, hogy a halál után újraszülethetünk.

### Mágia
Az ősi magyar hagyomány megannyi eleme, a népi gyógyászat, a szómágia, a mindennapok hagyománya és általában a néprajz által feltárt minden terület arról tanúskodik, hogy az ősmagyarok a mágia világképében éltek és a mágikus praxis szőtte át életük mindennapjait. A magyar hagyományban a mágus olyan tudós vagy látó, aki kapcsolatban van azokkal a természetfeletti erőkkel, amelyek a világot és általában a létet alakítják. Ezen erők közé tartoznak a magasabb világok lényei, az istenek és félistenek is, de ezek messze nem olyan tudattól független természetfeletti hatalmak voltak, mint az egyistenhívő (ábrahámi) vallások istene.

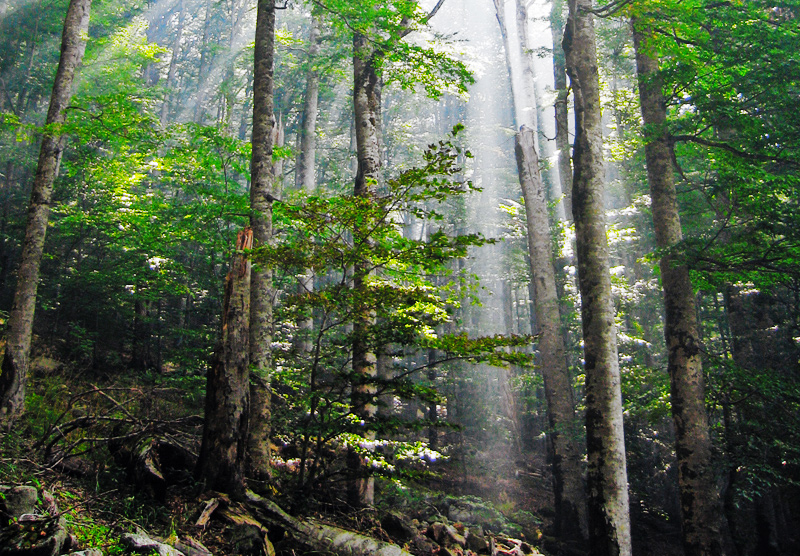
A természet világa a pogányok számára szent hely. Az újpogányság és boszorkányság hívei ma is többnyire a természetben próbálnak ráhangolódni a tündérek és más szellemek jelenlétére.

A természetmágia a természet mágikus uralmát jelentette, a természeti elemek ismeretét és irányítását, egyensúlyának fenntartását és gondozását. 
Mágikus világkép
A mágikus világképben a menny és a föld, a természet szellemei, továbbá a túlvilági ősök mindent megadnak az embereknek és védelmezik őket.
Ezen világkép legfontosabb területe az elemi vagy természetmágia, amely mindenséget alkotó elemek mágikus befolyásolása volt. A természetmágiában a víz, tűz, lég és föld nem mint elvont fogalmak voltak jelen, hanem amiből az ember és minden más alkotva van. A tüzet például a magyarok minden évben újra szentelték, és ezt a szentelt tüzet az oltárra tették, s ezzel az embert mozgató belső erőt, a népet védő harcosok virtusát megáldották. A víz a megtisztulásnak, a táplálásnak és a fennmaradásnak a szimbóluma volt. A forrásoknál végzett szertartásokkal érték el például, hogy az Isten vizét jelentő forrásvíz és eső áldást hozó legyen és ne pusztító.
A tűz és a víz, mint őselemek tisztelete a kereszténységbe is átkerült, és a mai napig megőrződött a katolikus szentmisében. Úrnapi és feltámadáskori körmenetkor az oltáriszentség (amely a fényes napkorongra emlékeztet) kitételéhez mindig tüzet raknak.
A levegő a mozgásnak, a felemelkedésnek és az áthagyományozásnak volt a szimbóluma, és a magasba felnyúló fa vagy kerecsen madár formájában tisztelték. A föld a beteljesülésnek, az újjászületésnek és a megtartásnak a jelképe és kő, hegy vagy szikla formájában tisztelték.

### Asztrológia
Az égitestek járása szerint osztották be az idejüket. Kifejlett asztrológiájuk volt, melynek alapelve szerint szellemekkel van benépesülve a látható ég, kiknek befolyása alatt áll minden földi élőlény.
A csillagok nevei összefüggésben voltak a nép szükségeivel és szokásaival. A Sarkcsillagot például, amely szerintük mint iránypont első helyet foglal el az égen, Vastuskónak vagy Égi cöveknek nevezték, míg a Nagy Medvét a hét farkashoz hasonlították.

### Totemizmus
A magyarok mitológiájában az ősi totemizmus elemei is jelen voltak. Például abban az eredetmítoszban, amely a népet a turulmadártól származtatja.
Hitték, hogy az ősök szelleme állatokba is beleköltözhet, ezért azt az állatot, amelyről azt gyanították, hogy az ősök szellemét birtokolja, tisztelettel vették körül; nem vadásztak rá, nehogy haragját magára vonják. Az állat nevének kiejtése is tilos volt, jellegzetes testrészeit amulettként viselték. De nem magát az állatot tisztelték, hanem a benne élő ősük szellemét.

### Vezérkultusz
Az egységesítő, összefogó tényezője a vallási hit- és hiedelemrendszernek az égi erők pártfogásából és támogatásával uralkodó nagyfejedelem személye volt; ennek megnyilvánulását vezérkultusznak hívjuk.
bővebben lásd lejjebb

### Nap- és holdkultusz
Nagy bizonyossággal a magyaroknál is jellemző volt – a más népeknél úgyszint megtalálható – Nap- és holdtisztelet.
bővebben lásd lejjebb

### Egyéb
László Gyula őstörténész, Vargyas Lajos és Kiszely István antropológus  a régi magyar hitvilág és gyakorlat keleti elemei közé a következőket sorolják:
- „ördög mint teremtő (demiurgos),
- a világ teremtése a tengerből fölhozott homokból,
- a nap és a hold elrablása és megszerzése,
- a föld a cethal hátán (Adynál is fölmerülő néphagyomány),
- a pünkösdi király,
- a lóversenyek, a bikafékezés, a birkózás,
- a táltosparipa (gyakran 6-7-8 lábbal),
- a hősök birkózása (mind mélyebbre vágja ellenfelét a földbe),
- az ember alakú, sokfejű sárkány,
- a vashegy a világ tetején.”
- az égig érő fa,
- a kancatejfürdő,
- a kacsalábon forgó kastély.

Egyes feltevések szerint az ősmagyar vallás szerkezetében a kereszténységhez hasonlított, de tartalmában eltért tőle. Az ősi magyar vallás számos eleme továbbélve fontos részét képezte a középkori magyar keresztény gondolatkörnek.
A magyar mitológia képzeteinek egy része nyelvünkben a mai napig megmaradt (bár többnyire megváltozott jelentéssel, mint a lidérc esetében).

## A vezérkultusz
A vezérkultusz jelentősége, az ősi magyar államvallás kialakulása, szerepe az etnogenezisben (néppé alakulás)
A kazárokhoz és dunai bolgárokhoz hasonlóan, a magyarságnál is megteremtődött a vezérek kultusza. Ennek ékes példái Botond vitéz és Lél vezér története. Még a keresztény középkor lovagszentjét, László királyt is keleti eredetű hősmonda népe nevében kiálló vitézeként szerepeltetik. A vezérkultusz tehát, keresztény köntösben kissé átalakulva/kiegészülve, de tovább élt a magyarság lelkében.
A vezér ill. nagyfejedelem a napot megszemélyesítő, megszentelt vezető volt. Felsőbb hatalmak akaratából és támogatásával uralkodott. A földi világ az égi világnak vetülete,kiterjesztése, tehát amint a vezér ill. nagyfejedelem rosszul uralkodik, uralma alatt nagy csapások történnek, ez azt jelenti, hogy elveszítette a felsőbb erők támogatását, és élete feláldozásával át kell adnia helyét a mennyei erőktől kedveltebb utódjának. Ez magyarázhatja Álmos feláldozását, úgy jelképes mint valóságos értelemben, a Kárpát-medencébe történő belépéskor. Szabados György történész (SZTE Magyar Mediévisztika) az egyik Szent István-legenda leírása nyomán megengedhetőnek tartja, hogy Géza nagyfejedelem saját uralmát, vérvonalát megőrzendő számos rokonát tette el láb alól. Ez elmélet igaz lehet Álmosra nézvést is, aki elképzelhető ezáltal lett alkalmatlanná belépni a Kárpát-hazába. Ezt erősíti, hogy a vérrokonok közti viszály visszatérő jellegzetesség az Árpád-ház története során.
A népüket képviselni tudó, hivatott hősökben való bizodalom mellett a földi szent fejedelem mintájára, annak légbe vetült másaként kialakult a Felső-Ég-Istenbe vetett hit, a Mindenség-Fejedelmének képzetével, a samanizmusnál magasabb rendű vallásos meggyőződés, afféle pogány kori államvallás. A különféle eredetű, különféle pogány hiedelmeket valló, sőt a tételes vallások tanaitól is megérintett népelemek egységbe forrtak össze, s a világmindenségről alkotott képzeteikben - a hitéletüket híven tükröző temetkezési szokások és művészetük tanúsága szerint - legfeljebb árnyalatnyi különbség észlelhető.

## Nap- és holdkultusz
A Nap-tisztelet az egész történelem folyamán kimutatható és a magyar nép kialakulása idején megtalálható volt az egész Kaszpi- és Fekete-tenger menti térség vallásaiban és művészetében egyaránt. A szkíta-magyar hagyományok szerint a fejedelmek az égi erők, illetve a napisten földi képmásai voltak, azok nevében, helytartóiként uralkodtak.
A napisten tisztelete az ókori rómaiaknál is elterjedt, a Krisztus születése körüli időkben a Kárpát-medencében kiemelkedő szerepe volt. Hazánkban Aquincumban és máshol is feltártak Mithrász, a Napisten számára fenntartott szentélyeket.
Hogy milyen kizárólagos szerepe volt a Napnak, azt még ma is igazolhatja, hogy a Nap és a nap kifejezésére azonos szót használunk. A kelet felé forduló imádkozás, illetve a templomok és a sírok keleti tájolása az egykori Nap-tisztelethez kapcsolódott.
A népi díszítőművészetben az erdélyi székelykapuk faragásán elmaradhatatlan a keleti oldalon a Nap, a nyugati szélen pedig a hold és a csillagok. Szeged és környéke népművészetének jellegzetességei a napsugárdíszes házhomlokzatok. Ez a homlokzatdíszítés az egykori napkultusz maradványa.
Az egykori holdtisztelet nyomán még a 13. század végén kibocsájtott pénzérméken is következetesen ismétlődik a félhold. A 12. században, II. István idején három félhold jutott az érme hátlapjára. II. Béla dénárán is megjelennek a holdak. Egyik obuluszáról (aprópénzén) a keresztek is hiányoznak, annál több viszont a félhold. II. Endre dénárjára félszárú kereszt sem jutott, helyét jókora félhold foglalta el. IV. László turulos érmét veretett újholddal és annak ölét kitöltő égitesttel.
A Nap a régi kultúrákban az istenatya, a Hold pedig az istenanya szimbóluma volt. A Mária lábánál a holdsarló ennek az ősi attribútumnak a kereszténységbe átkerült emléke.
Nyelvünkben az istent jelentő szók és szimbólumai között volt a Menny, az Úr, az Ég, a Nap és a Hold is.

## Istenségek, szellemek
Az istenfogalom az égbolthoz kötődő jelképrendszerével elvontabb, misztikusabb és rejtélyesebb volt, mint a kereszténység megszemélyesített istenfogalma.
Az eurázsiai sztyeppei népek világképében a legfőbb istenség az univerzum elvont szelleme. Tengri néven nevezték az Ég urát. Nem jelenítették meg emberképpel, mint más vallások, de a Napot, az Eget méltónak tartották értékei kifejezésére. Istenfogalmukat más népektől megkülönböztetve sajátjuknak érezték, amikor mint a „magyarok istenéről” beszéltek róla. Alakja később eggyé vált a keresztény Isten-képpel.
A Hold (termékenyítő hatása miatt) a földdel is szimbolikus kapcsolatba került. Az ég mellett a föld volt a megistenesítés második tárgya. A hunok, a török és a finnugor népek gyakorta tisztelték áldozataikkal a földistennőt. A Földanya tiszteletét a pogányság üldözőinek sem sikerült megtörni, ezért vallási jelentését Szűz Máriához kapcsolták. A magyar vallás Boldogasszony-tisztelete a korábbi kultúrák Földanya- (anyaistennő)-tiszteletéből alakult ki.
bővebben lejjebb: Boldogasszony / Istenanya
A krónikákban azt olvassuk, hogy a magyarok sok istenben hittek, de ezek inkább kisebb istenségeket, szellemeket jelöltek. Az égbolthoz és a földhöz kapcsolódó istenfogalmon kívül különféle szellemekben hittek, ahogy a kereszténységben is angyalokkal és démonokkal találkozunk. A szellemek lehettek jó és rosszindulatúak is, és áldozatokkal próbálták befolyásolni őket. Megtaláljuk közöttük a családi és törzsi ősök szellemeit, a természeti szellemeket és a betegségeket okozó szellemeket is. A vizeknek, tavaknak, folyóknak, fáknak, erdőknek, hegyeknek, mezőknek, állatoknak, növényeknek, szélnek, esőnek, a különféle nyavalyáknak (betegségeknek), mindnek megvolt a saját különleges szelleme.

## A vallás és mitológia lényei

### Istenségek, fő szellemek
| Arany Atyácska  | Hajnal Anyácska társa, Hadúr, Napkirály és Szélkirály atyja. Valószínűleg azonos Tengrivel.                                                                        |
| Boldogasszony   | Anyaistennő vagy istenanya, földanya néven is nevezik. |
| Hadúr           | A Hadak Ura rövidítése. Hadúr a tűz, és a háború istene. Szokás volt, hogy a magyarok harc előtt fehér mént (lovat) áldoztak neki.                                 |
| Hajnal Anyácska | Istennő. Valószínűleg Boldogasszony, csak más néven. |
| Hold (Éj) Atya  | Török és tatár neve: Ay Ata. |
| Isten (Tengri)  | Az ég istene, a magyar panteon feje, a világ megteremtője, minden más isten és szellem legfőbb ura.                                                                |
| Nap Anya        | Napistennő. |
| Napkirály       | A "Nap királya" a magyar napisten. Minden nap ezüstszőrű lovával Keletről Nyugatra lovagol, látva mindent, ami alatta van.                                         |
| Ördög           | A halál, a betegségek és a gonosz dolgok istene (szelleme), aki az alvilág birodalmát uralja.                                                                      |
| Szélanya        | A szél szelleme. Bölcs, idős nő, aki egy barlangban él, egy hatalmas hegy tetején, valahol a világ végén. A szélben játszik, viharokat és forgószeleket hoz létre. |
| Szélkirály      | A "Szél királya", más néven Szélatya. A szél és az eső magyar istene (szelleme) és Szélanya férfi megfelelője.                                                     |
| Tűz Anya        | A tűz istennője és Tűz Atya női társa. |
| Tűz Atya        | "Tűz Atya", más néven Tűz Apa. A tűz istene és Tűz Anya férfi megfelelője.                                                                                         |
| Víz Anya        | A víz istennője és a Víz Atya női társa. |
| Víz Atya        | "Víz Atya", más néven Víz Apa. A víz istene és a Víz Anya férfi párja.                                                                                             |

### Állatok és egyéb szellemek
| Bába         | A bába jelentése eredetileg jó tündér volt, aki később gonosszá degradálódott. Mágikus képességei ellenére nem volt boszorkány. Úgy hitték, hogy a szökőkutakban él, és ha a kisgyermekek túl közel mentek a barlangjába, becsalogatta őket. |
| Boszorkány   | Egy ellenséges, ártalmas, természetfeletti erejű idős asszony, aki képes átalakulni, repülni és hatásos átkokat szórni. |
| Bubus        | A bubus vagy mumus egy démon, amely a barlangokban él. |
| Csodaszarvas | A magyarok származását körülvevő legendák központi szereplője. |
| Fene         | A betegség démonja. Manapság egy szólás továbbra is a nevét használja: "A fene egye meg!" A "Fené"-nek azt a helyet is tekintik, ahol a démonok barangolnak, ahogy a népszerű mondás szól: "Menj a fenébe!" azaz "Menj a pokolba!" A mai magyar nyelv néhány betegség, például a lépfene elnevezésében is megtartotta a "fenét".                                                                                   |
| Griff        | A magyar mitológiában hasonló a turulhoz. Bizonyos tündérmesékben (például Fehérlófia, a fehér ló fia ) kegyetlen, kapzsi madár, amely embereket eszik, de ez az egyetlen módja annak, hogy visszatérjenek az alvilágból a középső világba. |
| Guta         | Félelmetes magyar démon, aki halálosan megverte áldozatait, gyakran szívrohamban vagy hirtelen bénulásban. |
| Lidérc       | A magyar folklór egyedi természetfeletti lénye. |
| Sárkány      | Szinte minden népmesében megjelenik, amely lángot lélegzik, és fogságban nőket, továbbá kincseket őriz, de a nyugati társaival ellentétben mindig férfi alakú, (gyakran többféle) fegyverrel rendelkezik, lóval rendelkezik. A sárkányok általában az emberi viselkedést vagy karaktert szimbolizálták, azaz amikor a hős vele harcolt, küzdött, hogy legyőzze saját rossz viselkedését, szokását vagy jellemzőit. |
| Szépasszony  | A Szépasszony egy démon, hosszú a haja és fehér ruhája. Elcsábítja a fiatal férfiakat. |
| Turul        | Az eredetmítosz a magyarokat a turulmadártól származtatja. Az első királyok voltak a Turul örökösei ("Turul-nemzetség"), mint az égi eredetű hatalom megtestesítői. |
| Vadleány     | A Vadleány általában meztelen, hosszú haja a talajt éri. |

### Hősök és emberi alakok
| Hunor és Magor | A hunok és a magyarok legendás ősei. |
| Álmos          | Félig legendás alak, égi eredetű volt, az Árpád-ház őse. Kiválasztottsága előre látható volt anyja álmában (lásd az Emese-legenda). |
| Emese          | Ügyek felesége, Álmos anyja. A táltos az álmát azzal magyarázta, hogy fiat szül, aki egy idegen földön uralkodó nagy család őse lesz. |
| Dula           | Dula neve a Csodaszarvas-legendában jelenik meg. Valószínűleg a volgai bolgároknál valamiféle törzsfőnök volt. |
| Garabonciás    | Egy férfi alak, aki a varázslatot tanulta, ellentétben a → táltosokkal, akik már születésükkor is természetfeletti erejűek voltak. A mesékben a "diák" titulussal illetett garabonciás esőt, vihart tud előidézni.                                                           |
| Göncöl         | Egy csodatevő táltos volt, aki értett az állatok nyelvén, ismerte a gyógyfüveket, betegeket gyógyított. Amikor eltörött a szekerének a kereke, hiába várt segítséget az emberektől, ezért a szekérrel együtt az égbe repült, és azóta ott kocsizik éjjelente (Göncölszekér). |

## Vallási specialisták

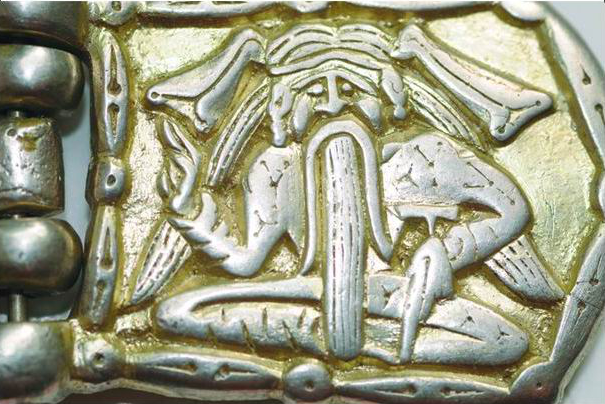
Egy magyar sámán(?) ábrázolása a 9. századból

- Mágusok – A kettős fejedelemség idején a világi hatalmat gyakorló hun Árpád [73] mellett ott találjuk a magiar Kurszán főmágust is. Géza idején még erős befolyásuk volt, de a kereszténység felvételével elvesztették hatalmukat. A legkorábbi időkben apáról fiúra szálló hagyományt őriztek, később minden alkalmas kiválasztottnak tanították a tant, annak a szellemében, hogy a mágusi állapot nem történik az emberrel, hanem azzá kell válni. A mágusok "második születése" az azzá válás, a beavatás vagy elragadás, s ekkor kapták meg a magiar nevüket. A 12-13. században még felbukkantak mint tanítók, látnokok, jósok és gyógyítók, később rejtőzködniük kellett.[74]
- Táltosok – Szerepük többnyire nem volt tanulható, s nem tanítható volt. Elhívatás alapján történt.
- Javasok – Elsősorban gyógyítással és jóslással foglalkozó papok voltak. Leginkább faluközeli helyen éltek, ahol betegségekkel és különféle problémákkal keresték fel őket. Nevük a jauas → jós vonalról származik.[75]
- Sámánok – Egy kisebb közösség szellemi elöljárói voltak, akik a táltoshoz hasonlóan révület útján emelkedtek az isteni világba.
- Garaboncok – Garabonciás diákból lehetett mágus, javas és táltos egyaránt.[76] Tudományát hosszú évek alatt szerezte meg. Mindenekelőtt azt kellett megtanulnia, hogy miként éljen a megszerzett mágikus erőkkel, illetve hogy ne éljen vissza ezekkel.
- Harsányok – A mágusok mellett segédkeztek, énekkel és zenével segítették azok tevékenységét. Nagyon kevés adat maradt fenn róluk.
- Regösök – A népek között vándorolva fenntartották a régiek hitét és vallását, még akkor is, amikor a mágusok és táltosok már rejtezésbe vonultak vissza és nem tevékenykedhettek.[77]

## A három világ lényei

### Felső világ

#### Isten(Tengri)
A fő istenalak (Tengri) a teremtő.  Ő a panteon feje, segítő és igazságos, de büntet is. Ezek az általános tulajdonságok egy általános istenfogalom jellemzői lehetnek, eredettől (pogány-keresztény) függetlenül. Nincs külön kultusza, nincsenek templomai és feltehetőleg szobor alakban sem ábrázolták. Az égben lakik, ahonnan bizonyos mértékig passzívan figyeli a világ történéseit, de neki tulajdonítják a sorscsapásokat (vö.„istencsapása”), a villámot (vö. „istennyila”). Tengri kozmikus jelekkel (üstökösökkel, ínséggel, árvizekkel) adta jelét elégedetlenségének.
Rédei Károly nyelvész szerint Isten szavunk iráni-árja eredetű is lehet. A sumer nyelvben szintén megtalálható a magyar szavunk megfelelője: istin (jelentése „egy, egyetlen"), de ez a szó nem számnévként szerepel a sumerban.

#### Boldogasszony / Istenanya / Babba Mária

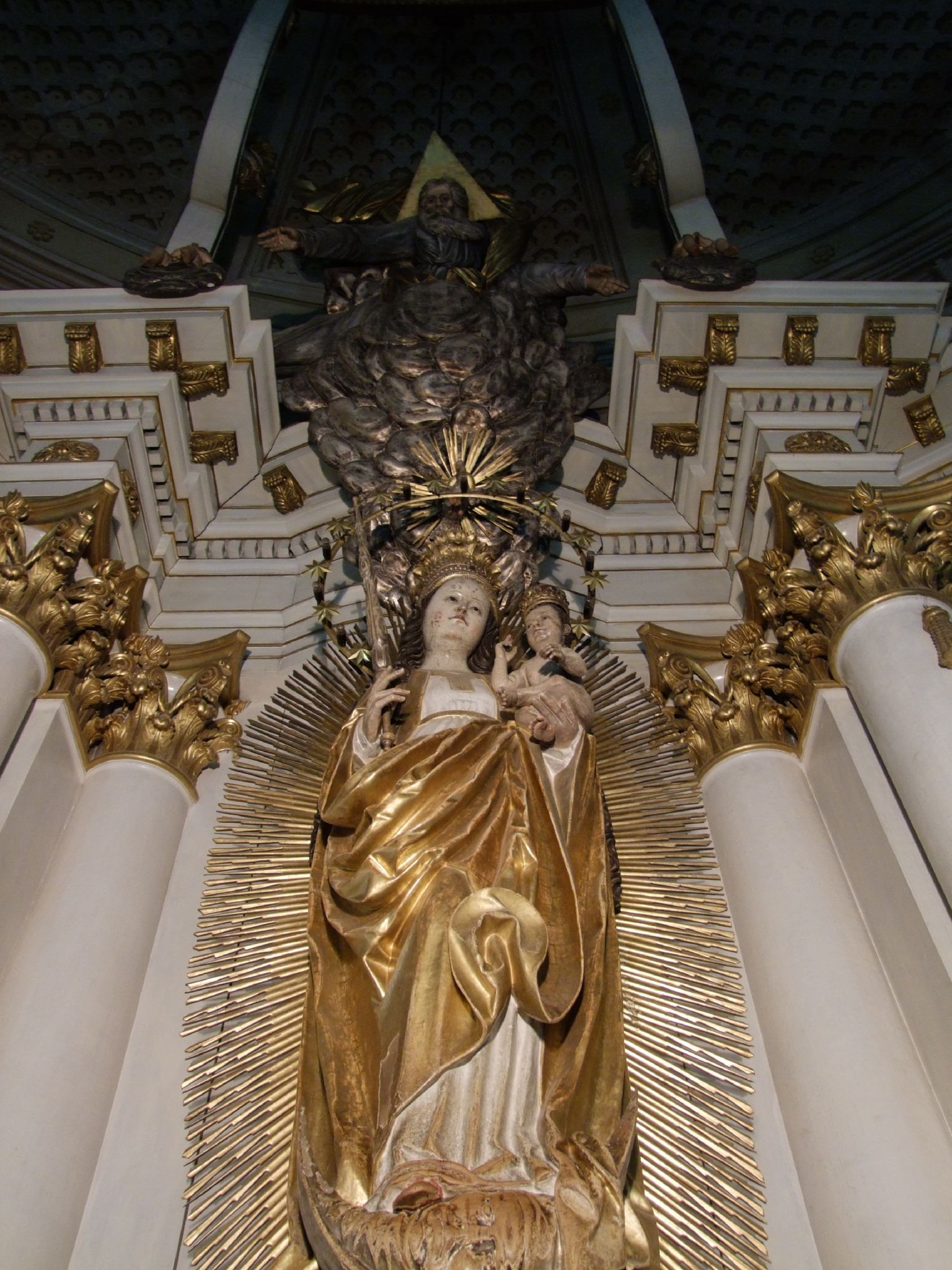
A csíki székelyek, a gyimesi csángók és Moldova csángóságának egy része a csíksomlyói kegyszobrot „Babba Máriának, a Napba öltözött Boldogasszonynak” nevezik

A kutatók szerint a Boldogasszony a keresztény Szűz Mária alakjával azonosult, a pogány anyaistennő-tiszteletből a kereszténységbe átszármazó elem. 
A Boldogasszony a kereszténység előtt, jóval korábban létező mitológiai alak, akit Babba Mária néven ismer a hagyomány. A székely és csángó családok életében fordulópontot jelent, amikor a kisgyerek a Holdra mutatva, felismeri Babba Máriát. Neve a gyimesi csángók körében élő Babba Mária elnevezés, aki egy holdistennő, a Holdat nevezik Babba Máriának, a holdvilágot „Babba Mária lámpásá”-nak, a csintalankodó gyereket pedig a Holdra mutogatva azzal ijesztgetik, hogy „megver a Babba Mária”. A népi vallásosságban azonossá vált Máriával, Jézus anyjával, az új hit részben a régire épült. A keresztény Szűz Mária csak a magyarok körében Boldogasszony, tehát a Boldogasszony nem egy általános keresztény elem, hanem inkább az ősi magyar hitvilág egy részének továbbélése keresztény elemekkel kiegészítve. (→ lásd még: Mária-kultusz)
- A „baba” szóalak igen régi, már a sumerek is tiszteltek Baba nevű anyaistennőt.
- Emellett két külön alakról is lehet szó, feltételeznek anya-lánya viszonyt is a Nagyboldogasszony és a Boldogasszony között.
- Eredeti neve nagy valószínűséggel a babba lehetett (Gyimes környékén ma is él a hagyomány). A csángóknál még ma is szokásban van, hogy a csíksomlyói búcsú előtt hajnalban megnézték a felkelő napot (imádkoztak) a Kis-Somlyó hegyéről. Úgy tartották ő babba, benne van babba.
- Elképzelhető a babba sztyeppi eredete is, akár a hun eredet is (mivel náluk nagyon dívott az anya-kultusz).
- Csángók szerint Babba a világmindenség anyja és csak annyi köze van szűz Máriához, hogy mint minden mást, azt is ő szülte. Szerintük Babba Máriát a papság találta ki, hogy az ősmagyar Istenanyát elhalványítsa és keresztényesítse. /Benesóczky A. Tamás/

#### Egyéb lények
- Szélanya: a világfa ágai között lakozó öregasszony, aki a szeleket engedi ki barlangjából.
- Hadak Ura: Arany Atyácska fia, a kovácsok és a háború istene, ő kovácsolta Isten kardját, melyet a legnagyobb hős, Atilla vett birtokba. Már a hunok is tisztelték, fehér lovat áldoztak fel neki. Szent fémje a réz, és ő hajtja a Csillagszekeret.

### A középső világ lényei

#### A tündérek
A tündérek a természet ölén, átváltozásra képes szellemek voltak, akik gyakran csodálatosan szép nőnemű lények alakjában jelentek meg. Nevük valószínűleg a tündököl, elcsábít, illetve tünékeny, fel- és eltűnik szavakból ered. Az emléküket a népmesék őrizték meg. Egyes gyűjtések szerint a nagyrészt lakatlan Csallóközben is tündérek laktak régen.

#### A szépasszony
A szépasszonyok hiedelemköre is a boszorkány cselekedeteivel rokonított, jóllehet ezeket külön hiedelemlényként tartjuk számon: a tilalmas helyek tabujának megsértése, a szépasszony táljába való belelépés már a boszorkányok tetteinek széles skáláját bővíti. A néphit szerint újszülött csecsemőket rabolt, férfiakat csábított el, az ördöggel hált. Ellentétben a tündérrel csak rossz tetteket hajtott végre.

#### A boszorkány
A tündérek ellentéte a csúf öregasszony képében lefestett boszorkány, aki gonosz mágiát használ. Egy másik hasonló alak a „vasorrú bába”, aki nem azonos a boszorkánnyal.

#### A sárkány
A magyar mitológia sárkánya a balkáni sárkányalakokhoz hasonlóan alapvetően időjárásdémon, többek között a jégesőt is sárkány okozza. Úgy tartották, hogy a sárkányok olyan kígyókból és halakból lesznek, amelyek 7 éven keresztül mocsárban élnek. A táltos feladatai közé tartozhat a sárkánnyal való harc, de nem a fizikai világsíkon, hanem szimbolikus vagy szellemi síkon. A „sárkányharc-történetekben” a táltos az égbe emelkedik, hogy a felhők között megküzdjön a sárkánnyal, ezáltal elűzve a rossz időt.

#### A garabonciás
A garabonciás természetfeletti erejű személy, a táltosokhoz hasonlóan foggal születik. Rongyos köpenyben, kezében könyvvel kopogtat be a házakba: tejet vagy tojást kér. Egész köcsög tejet kell eléje tenni: ha letagadják, megmondja, hogy van a háznál tej, és fenyegetődzik: „majd adnál, de már késő lesz”. Büntetésül vihart, jégverést okoz vagy könyvéből „kiolvassa” a sárkányt és azon lovagol a falu fölött. A sárkány hosszú farka lesöpri a házak tetejét, a fákat pedig tövestől kicsavarja. A garabonciás ellen harangozással lehet védekezni. Bűvös könyve segítségével a levegőbe tud emelkedni. Sárkány húsából tesz a nyelve alá, akkor nem érzi a nap közelében a hőséget.

#### A lidérc
A lidérc vagy lúdvérc nevének eredetét nem ismerjük. Alakja rendkívül összetett, a 20. századi folklór ugyanakkor már csak gonosz, démoni vagy mulatságos tyúk alakjában őrzi. A lidérc a régi magyar néphit szerint az emberre ráül, megnyomja, megszopja (mellbimbóit megduzzasztja), néha vérét szívja.

#### Lüdérc
A magyar ősi hiedelmek egészét tekintve leginkább három vonása tűnik ki: a tüzes alakban való megjelenés, a szexuális jelleg, valamint a segítőszellem-jelleg. A lüdérc általában hímnemű szexuális démon, és az ellenkező nemmel tart kapcsolatot, de lehet nő is. A földre leszállva emberi alakot ölt (általában régi szerető, vagy meghalt házastárs képében jön).

#### Markoláb
A markoláb égitestfaló mitikus lény, neki tulajdonítják a nap-, ill. holdfogyatkozást.

#### További lények

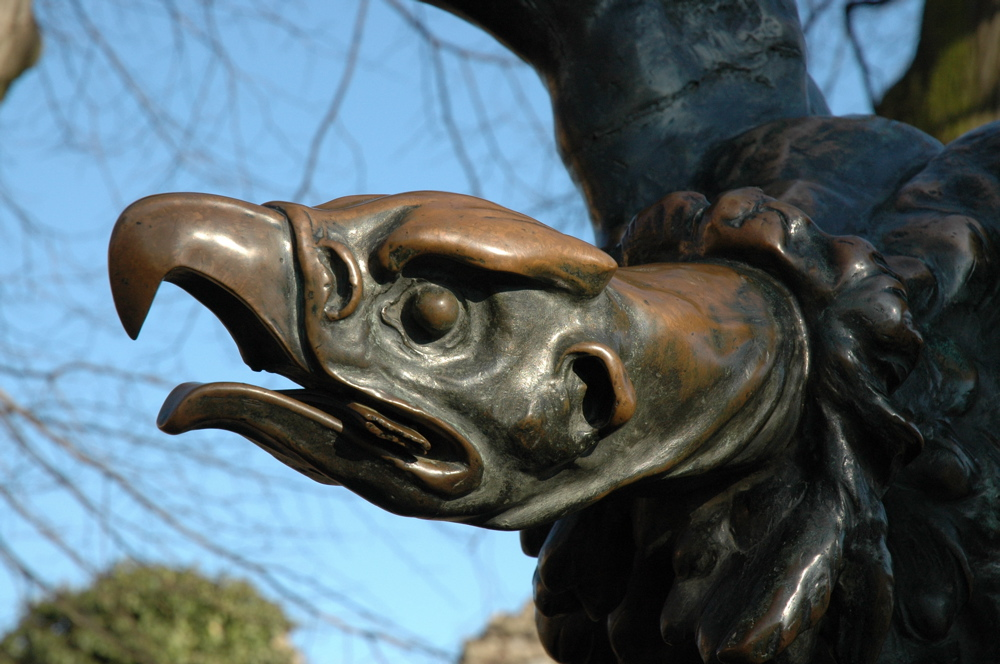
Az ungvári várkertben található turulszobor feje

A mitikus állatok nagyon gyakoriak a magyar mítoszokban, köztük:
- a turul (Attila és Árpád hadijelvénye)[89]
- a griffmadár
- a csodaszarvas
- a fehér ló
- manók és törpék – alacsony növésű, erős, hosszú hajú és szakállú lények
- óriások – a világ peremén élő hatalmas termetű lények

### Az alvilág lényei

#### Ördög
Az Isten ellenpárja az ördög, aki kezdetben a sötétség, gonoszság általános szimbóluma volt, később szerepét és tulajdonságait a keresztény világkép és a néphitek keveredése alakította.
Egyes gyűjtésekben az Isten és az Ördög (Démiurgosz) a teremtéskor együtt alakítja ki a világot. Amikor a jó és gonosz nagyjából egyforma hatalommal vesz részt a világ teremtésében illetve küzd egymással, dualizmusnak, dualista hitvilágnak nevezzük. A perzsáknál, a zoroasztriánus vallásban is megtaláljuk keleti megfelelőjét. Úgy az ősi perzsa “tűztisztelő“, mint az eurázsiai hitek (pl:taoizmus) többsége erősen dualisztikus volt. A perzsa hitvilágban Ahura Mazdá (Ormuzd, a legfelsőbb jó) és Angra Mainju (Ahrimán, a legaljasabb rossz) korokon átívelő küzdelme az idők végezetén Ahura Mazda győzelmével fog zárulni. A magyar ősvalláshoz legközelebb álló példa azonban az ótörök Erlik.
A halotti beszéd ürdüng-je  lehet jó és rossz is. A rábaközi táltos hagyományokban az ördög mint őr-dög, tehát őrzőszellem szerepel, amely az embereknek segíthet is, óvhatja (ördöngös, ördöge van – mint pozitív értelmű kifejezés) is őket, de némelyik akadályozza, bajt hoz annak a fejére akit követ. Nagyon emlékeztet a tibeti "őrszellemekre". Nézetük szerint a magyar ördögöknek nincs semmi közük a nagy rontó szellemhez, a keresztény Sátánhoz.
A kereszténység Ördög-képe a Biblián kívül több népi démonhit negatív vonásait olvasztotta magába; nemcsak a magyarság, hanem már az ókori kelet és hellenizmus démonjának sok vonását olvasztotta egybe, így alakult ki a középkori, Sátánra vonatkozó kép és annak démonűző gyakorlata.

#### Kísértetek
A lidércek mint túlvilági lények mellett a túlvilágra került lelkek, a szellemek és kísértetek jellemzően a kereszténység elfogadása után nyerték el jelentőségüket, az ősi mondákban a lelkekkel együtt a feltámadott holtakat jelentették.

#### Betegségdémonok
A népi gyógyászat és a hitvilág szorosan összefonódik. Ipolyi Arnold alapján az ártó szellemek vagy démonok ezek voltak:
- Guta, az agyvérzés, néha az infarktus démona
- Nyavalya, az epilepszia démona, gyakran összefoglaló kifejezés a betegségekre
- Gyík, a torokgyík és a torokfájás démona
- Szent Antal tüze, az orbánc, kiütések, lázas állapot szelleme
- Fene rosszindulatú daganatos betegségek démona
- Döghalál, a pestis vagy kolera démona
- Igézet, a fejfájás és a láz démona
- Ijedtség, a különböző pszichikus bajok démona
- Mirigy

További démonok:
- Bubus (Mumus) rosszindulatú szellem
- Mókár
- Huskotabagó, később főleg a Vasi-Hegyhát és a Bakony környékén maradt meg a folklórban

## Állatok
Állatok a régi magyar hiedelem- és gondolatvilágban
Az ősi totemizmus emlékei őrződtek meg a szokásban, amely az állatokat külső vagy belső tulajdonságaik alapján jelöli és még inkább abban az eredetmítoszban, amely a magyarokat a turulmadártól származtatja.

### Az oroszlán
Az oroszlán szerepe a régi hitvilágában: bátorság, nemesség, merészség megjelenítője, a királyi hatalom jelképe és védelmezője. Mivel az oroszlán az „állatok királya” néven is ismert, ezért sokszor királyi házak címerében is előfordul, mint pl. Anglia és Dánia esetében. Magyar vonatkozásban is a királyság egyik jelképe. Imre király, III. László és II. András címereiben is előfordul, de a III. Béla király által építtetett esztergomi királyi várkápolna életfás oroszlánjai is jelentősek. „A szentély alsó részét sávszerűen sorakozó címerkorongokkal díszítették, melyek az új királyi címer állatját, a lépő oroszlánt foglalják magukban. Ma csak kettőnek a töredéke látszik, eredetileg oldalanként hét volt, akként elhelyezve, hogy az oroszlánok a szentély két végétől számítva, egymással szemben haladtak az apszisfal közepén elhelyezett királyi trón felé s azt mintegy védelmezték.” Egyik lábukat felemelve lépkedő, dekoratív megoldású olívazöld oroszlánok lépkednek, mögöttük vörös alapon stilizált okkersárga életfa látható, melynek ágai úgy szertekanyarognak, hogy a körben semmi üres hely ne maradjon. A keretdísz vörös, ugyanilyen színű a külső szegélye is, míg a fehér pontozásokkal díszített gyöngysorszerű két belső sávja s az oroszlánok szeme fekete. Keleti örökségünk fontos maradványa áll előttünk, mely igen ősi, mezopotámiai jelkép. Erre utal az oroszlánok hátsó combján található tízlevelű rozetta és az oroszlánok hasán a négy ékjel. Elég ehhez az ókori keleti emlékeket futólag áttekinteni. Hasonló oroszlánok maradványait találták meg Vitéz János palotájában is. Az oroszlánok szintén rajta vannak a X. századi koronozási jogar kristálygömbjén is, sőt – Bakay Kornél szerint –, a mellső combjukon ott az ékjel is. Az Árpádoknak, más néven a Turul-dinasztiának tehát címerállatuk volt az oroszlán.

### A kutya
A kutya khthonikus (az alvilághoz tartozó halottkísérő, közvetítő, a gonosz társa, az alvilági erők eszköze) lény és lélek hordozó állat. Innen származnak az olyan rossz értelmű szólásaink, mint a „kutya szülte, ebadta, kutya fajta, kutya-fáját”. A kutyák közvetítenek föld és ég között védik a halott lelkét és kísérik a túlvilágon. Szárazság idején a földbe temetett kutyát okolja a magyar néphagyomány. Hogy a szárazságnak vége szakadjon meg kell keresni és ki kell ásni a kutyát. Ipolyi az állatáldozatokat még az emberáldozatok helyettesítésének véli. Dr. Vörös szerint viszont a kutya/farkas áldozat nem tartozik a szertartások ezen körébe. 
Dienes István a kutya szerepének tisztázása végett felveti a kenézlői és a gádorosi nyakörves kutyaábrázolások vereteit. Noha Szőke B. egyszerűen ünnepi, vadászatokon használt lószerszám díszeiként határozza meg ezeket, ők a kérdést az egész pogány hitvilág, a honfoglalás kori állatábrázolások szellemi hátterébe ágyazva vizsgálták. Az a tény, hogy a vadászó (kutya) és a vadászott (szarvas) állat különválasztva szerepel, továbbá, hogy a gádorosi leleten a kutya nyakán – a kenézlőihez hasonló – hármas tojásmintával jelzett nyakörv látható.
A 10-13. század közötti 15 település és 18 temető feltárásából, 32 kutyacsontváz és 23 különálló koponya került elő. Ami azt jelentheti, hogy a ló áldozat mellett a kutya áldozatok is fontos szerepet töltöttek be a honfoglaló és a kora középkori magyarok életében. A nomád népek hitvilágában a lelket (értsd. íz) a fej (esetünkben a koponya) foglalja magában. Így ez az áldozat képviseli egyrészt az állatot, másrészt közvetítő szerepet is betölt. Ezeket a testrészeket edénybe helyezve temették el, amire, mint az íz „tartó edényére” nagy figyelmet kell szentelnünk. 
Barba Rafael így fejtegeti a temetők tartalmát további cikkében:
A feltárt temetőkben 9 esetben halottal együtt, 1 helyütt utólag rátemetett, 4 ízben pedig sírok között, különálló gödörben eltemetett kutyát, illetve kutyakoponyát sikerült azonosítani. Más a helyzet a települések ásatásainál. Itt az előfordulás sokkal változatosabb. Házba temetés 5 lelőhelyen, kemencébe 4, gödörbe 5, verembe 2, árokba 2 és cserépfazékba 1 helyen történt.
A temetések mellett kutyát áldoztak a halálozási évfordulók (halotti torok) alkalmával is. A településeken feltárt bizonyítékok legtöbbje esetén baj elhárító, bűbáj törő célra kell gondolnunk. Egy másik szokás érdekes lelete egy Visegrádról származó lelet, ami egy 10-11. század között élt nő felnégyelésének képe. A nőt a temetőtől távol földelték el az akkori szokás szerint és mellé 6 kutyát temettek. A kutyák közül 3-at a felismerhetetlenségi összekaszaboltak, a többit pedig csak simán megölték. A szokás értelmében az elítélt húsából, csontjaiból evett kutyákat is kegyetlenül lemészárolták.
Az ilyen cselekedetben átesett ember számára nem jöhet el a keresztény felfogás szerinti feltámadás. Visszatérve a dolog szimbolikájára: az elítélt "kutya" (az ember) és a "tisztátalan" kutya (állat) összekombinálva.
Népi szóláskészletünk is érdekes bizonyítékokat is sorol fel. Például ilyen az „ebek harmincadjára kerül/jut” kifejezés, vagy az „átesett az ebek harmincadján” mondás, ami Csefkó Gy. szerint, az „ebek szájába került / az ebek kivették belőle a vámot” Az ebadta, ebtől származik kifejezéssel ellentétes az „ebadóban hagy” szólás.

### Szent (tisztelt) állatok szerepe
Az eurázsiai népek többségének gondolatvilágában a szent vagy tisztelt állatok nagy becsben állottak. A tisztelt állat onnan ismerhető meg, hogy nevét nem szabad kimondani. Pusztán valamilyen jellemzője kapcsán szabad rá utalni. A magyar hitvilágban kettő ilyen van: a szarvas és a farkas. Szarvas, aminek szarva van, farkas, aminek farka van. A névhasználat alapján bizonyosnak tűnik, hogy e két állatot a magyarság hagyományosan nagy tisztelettel övezte (pozitív vagy negatív értelemben). A szarvas és a farkas ellentétpárt képeznek egymással: a szarvas (szelídsége, növényevő természete okán) a nőiesség, míg a farkas (ragadozó volta, merészsége okán) a férfiasság megtestesítője.

#### A szarvas
László Gyula szerint: „[…] mind az onogur-avar-magyar népnél, mind pedig Árpád magyarjainál kimutatható a szkíta hagyományréteg. Nekünk is szarvas volt az ősi istenasszonyunk, vezető állatunk, akárcsak a szkítáknak.” A mi csodaszarvasmondánkban egyfelől vezérlő állat, másfelől pedig termékenységszimbólum, hiszen általa leli meg Hunor és Magor a királylányokat és népes kíséretüket, akiktől aztán -a krónikák szerint- hunok és magyarok népes sokasága ered.
A kereszténység felvétele után felvett jelentései:
Évenként lehullatott és újra növesztett agancsa révén a fához kapcsolódó egyetemes jelkép: az örök megújulás, az újjászületés, a Nap, illetve Krisztus szimbóluma. A hosszú életnek, a halhatatlanságnak, a bőségnek és a termékenységnek a jelképe.
A korai keresztény művészet kedvelt témája az élet vizének kútjából, az „igaz élet” paradicsomi fájának tövéből eredő folyókból ivó szarvas.
A gyorsaságnak is a szarvas a jelképe.

#### A ló
Az ősi magyar nép a fehér lovat nagy becsben tartotta. A táltos feláldozta őket máglyán, rendszerint csaták előtt (a siker érdekében). Hérodotosz írja, hogy a földért cserébe küldött fehér ló hadüzenetnek számított. A ló küldése abban az ősi keleti hiedelemben gyökerezik, hogy a lopott föld elveszíti termőképességét. Őseink egy fehér lóval vásárolták meg az országot Szvatopluktól a monda szerint, ez tehát egybevág. Ha ingyen foglalták volna el, az lopott földnek számított volna, ezért valamit adniuk kellett cserébe. Ilyen értelemben tehát a fehér lóval kapcsolatos hiedelmek a szkíta hitvilág továbbélésének tekinthetőek.
Ha a lovas meghalt, vele temették a lovát is. Bőrét lenyúzták és egy karóra feszítették, majd pár napig száradni hagyták. A „húzza a lóbőrt” mondás arra a recsegő hangra utal, amikor a lóbőrt a karóra feszítették. - A "húzza a lóbőrt" mondás az alvó, az éjszakai-hajnali hidegben lóbőr takaróját magára húzó, bele burkolódzó embert jeleníti meg és nem a lóbőr állítólagos recsegését. /Benesóczky A. Tamás/

#### A farkas
Nomád népként őseink nemegyszer találkoztak ezekkel az állatokkal, s számtalan negatív, ördögi jelzőt kapcsoltak hozzájuk, mint minden erős, károsnak ítélt jószághoz teszik azt még ma is. 
Ennek ma is élő, kézzel fogható jele az a régies szitok forma, mely ekként hangzik: „A fene egye meg!” vagy „A fene vinné el!”
Fene a farkas szó archaikus alakja, egyes vélemények szerint egyfajta ártó szellemet is e néven neveztek, s ezt tudva máris értelmet nyer a szitok.

## Kritika
Pócs Éva Széchenyi-díjas néprajzkutató szerint a honfoglalás kori sámánizmus képe nagy egészében néprajzkutatók, régészek és amatőrök, áltudósok összjátékával létrejött, prekoncepciókon alapuló romantikus konstrukció.

„A samanizmus mind az uráli, mind az altáji népek életében fontos szerepet töltött be, ezért a magyarság nyelvi és történeti múltjának fokozatos felderítése magával hozta, hogy a magyarok pogány vallásában is keressék nyomait. Ezek a törekvések a romantika európai eszmevilágába kapcsolódtak, a nemzeti identitáskeresés jegyében, így a kutatás bizonyos szimbolikus, az identitástudatot is szolgáló ideológiai töltetet is kapott: az a törekvés élt implicite a kutatás hátterében, hogy a magyarok vallása rendelkezzék valamilyen sajátos, az európaitól megkülönböztető keleti vonással.” (Pócs Éva: „A honfoglaló magyarok világfája a kutatói illúziók fényében.”

– Pócs Éva